# 刘正沟墓群
刘正沟墓群，位于中国甘肃省永昌县，为一个省级文物保护单位，类型为古墓葬。
刘正沟墓群的历史年代为汉代。